# احتيال شرعي

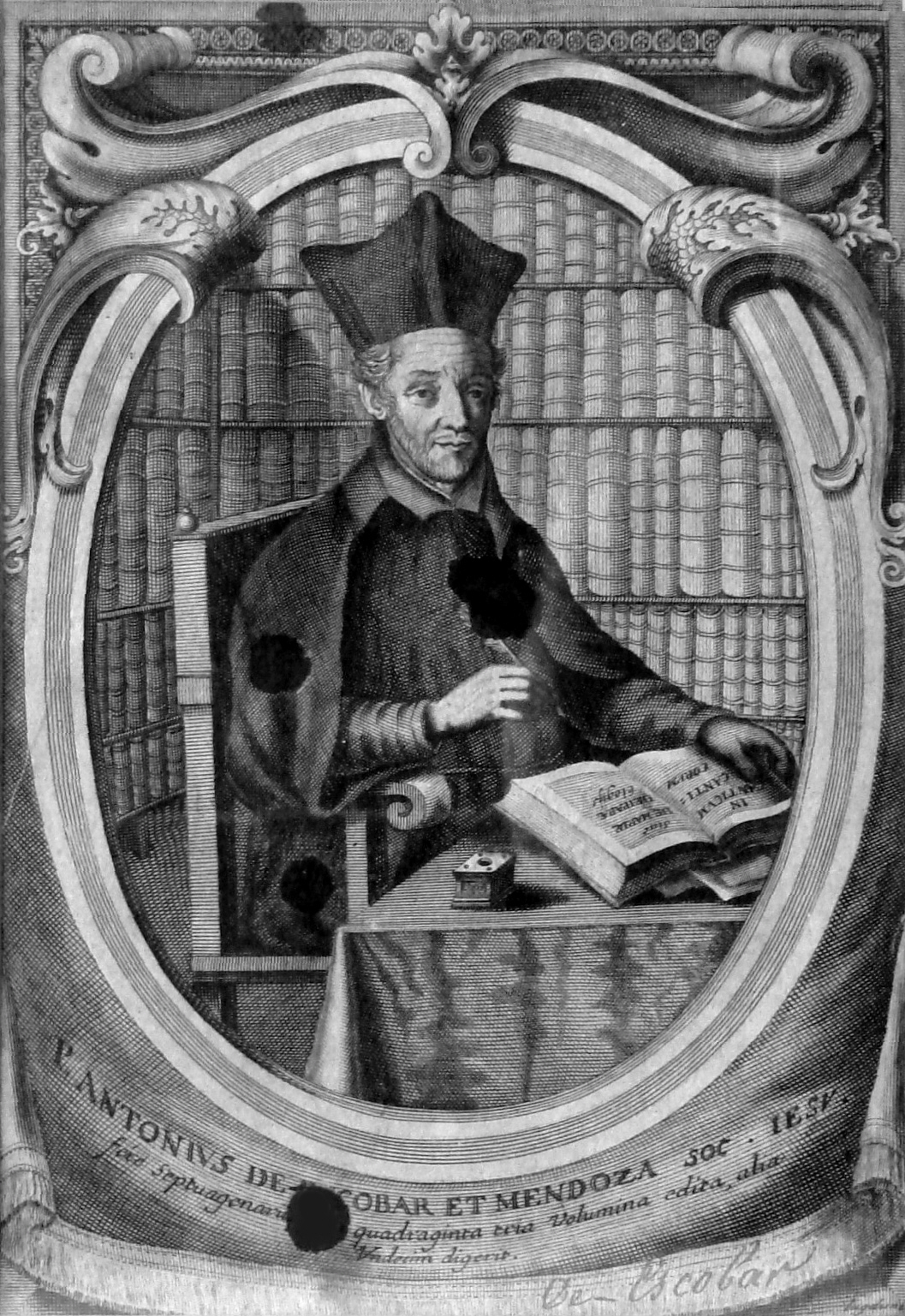

الإفتاء هو طريقة في الأخلاق التطبيقية والفقه، وغالبًا ما يصنف نقدًا للمبدأ، أو منطقٍ مبني على القاعدة. وهو منطق يستخدم لحل المشكلات الأخلاقية باستخراج القواعد النظرية من حالات معينة وتطبيقها على حالات جديدة، ويستخدم هذا المصطلح أيضًا استخدامًا ازدراءٍ (فيكون بمعني احتيال شرعي) لنقدِ استخدام المنطق الذكي وغير السليم (زاعمًا زعمًاخفيًا التطبيق المتعارض - أو الصريح المزيف - للقواعد على الحالة) خاصة فيما يتعلق بالأسئلة الأخلاقية.
لا يزال معنى «الإفتاء» في تغيير مستمر؛ إذ يستخدم هذا المصطلح أحيانًا لوصف نوع مقبول قبولًا محتملًا من أنواع المنطق، ويستخدم تارة أخرى لوصف نوع من أنواع المنطق غير السليم والمضلِل فطريًا، وأدرجت معظم أو جميع المعاجم الفلسفية الإحساس المحايد كالتعريف الأول أو الوحيد، وفي المقابل نص قاموس أكسفورد الإنجليزي أن هذا المصطلح «غالبًا (وربما أصلا) ما يطبق على طريقةٍ مراوغةٍ ومشوشةٍ للتعامل مع حالات الواجب الصعبة.» ومصادره النصية مزدوجة باستمرار -عدا بعض الاستخدامات التقنية-، (مثل: «يدمر الإفتاء التمييز والاستثناءات وجميع الأخلاق، ويطمس الفرق الأساسي بين الصواب والخطأ»).

## أمثلة
يدعي المنهج المبني على المبدأ أن الكذب خطأ أخلاقي في جميع حالاته، لكن المفتي قد يجادل ذلك زاعمًا بأن الكذب قد يكون أو لا يكون غير قانوني أو غير أخلاقي اعتمادًا على تفاصيل الحالة، وربما يستنتج أنه من الخطأ الكذب في شهادة شرعية لأنها تتضمن قَسَمًا، ولكنه قد يجادل أيضا بأن الكذب هو أفضل حل فعلي في حال أنقذت الكذبة حياة شخص ما (نظَّر توماس سانتشِس وغيره عقيدة التحفظ العقلي التي تطورت إلى فرع خاص بها من الإفتاء)، وتعد ظروف الحالة أساسية للمحتال الشرعي لتقييم الرد الملائم.
يبدأ المنطق المتحايلُ بحالة نموذجية واضحة، فعلى سبيل المثال قد تكون هذه حالة في المنطق القانوني مخطط لها مسبقًا كالقتل العمد مع سبق الإصرار، ومنه سيسأل المتحايل الشرعي (الشخص المؤمن بالتحايل الشرعي) عن مدى صلة هذه الحالة بالحالة النموذجية، فالحالات التي تشبه الحالة النموذجية يجب أن تعامل بالمثل، أما الحالات التي لا تشبهها فتعامل معاملة مختلفة؛ فربما يُتَهم الشخص بالقتل العمد إذا كانت الظروف المحيطة بحالته مشابهةً لحالة القتل العمد النموذجية، إذن كلما قل التشابه بين الحالة والنموذج، ضعفت المبررات التي تستدعي معاملة هذه الحالة كالحالة النموذجية.

## المعنى
يعرف الإفتاء بأنه طريقة مفيدة لمنطق الحالة خاصةً في معاملة الحالات التي تتضمن معضلات أخلاقية، وهو أيًضا فرع من فروع الأخلاق التطبيقية.

## الأخلاقيات
يتبع التحايل الشرعي منهجًا عمليا خالصًا للأخلاقيات، يبدأ باختبار الحالة كنقطة بداية بدلًا من استخدام النظريات، فيحاول المفتي الحكم بجواب أخلاقي مناسب لحالة محددة، راسمًا متوازيات بين النماذج أو ما يسمى بـ «الحالات البحتة» والحالة المتناولة.
وقد وصِف التحايل الشرعي بأنه «نظرية متواضعة» (راجع آراس)؛ فمن نقاط القوة في هذا المنهج هو عدم بدئه بالقضايا التنظيرية أو تأكيده عليها، ولا يتطلب موافقة المختصين على النظريات أو التقييمات الأخلاقية قبل وضع السياسات؛ لكن يمكنهم أن يوافقوا بدلا من ذلك على أن بعض النماذج يجب أن تعامل بطريقة معينة، ومن ثم يتفقون على وجوه التشابه وما يسمى بالضمان بين النماذج والحالة المتناولة.
بينما يتفق أغلب الأشخاص والثقافات على معظم المواقف الأخلاقية البحتة يخلق التحايل المباح جدلاأخلاقيا يمكنه إقناع الأشخاص من مختلف الأعراق والديانات والمعتقدات الفلسفية ليعاملوا حالات معينة بنفس الطريقة، ولهذا السبب يعد هذا المنهج أساسًا للقانون العام الإنجليزي ومشتقاته. ويكون التحايل المباح عرضة للانتهاكات إذا انعدم التجانس بين الحالات.

## نظرة تاريخية
يؤرخ التحايل الشرعي من عهد أرسطو (سنة 384-322 قبل الميلاد)، لكن ذروته كانت في عام 1550 إلى عام 1650 عندما استخدم اليسوعيون المنطق المبني على الحالة تحديدًا في الحكم في سر التوبة (أو «الاعتراف»)، وسرعان ما أصبح مصطلح التحايل المباح تحقيرًا بعد هجوم بلَيز باسكال على سوء استخدام هذا المصطلح، موبخًا في «الرسائل الإقليمية» اليسوعيون لاستخدامهم منطق التحايل المباح في اعترافهم لاسترضاء المتبرعين الأغنياء للكنيسة ومعاقبة التائبين الفقراء، وشوهت انتقادات باسكال سمعة التحايل المباح بعد حكمه للتائبين الارستقراطيين بأنه يمكنهم الاعتراف بذنوبهم يومًا وارتكابها في اليوم التالي والتصدق بسخاء في اليوم الذي يليه ثم يعودون للاعتراف بذنوبهم مرة أخرى عندها فقط سينالون أخف عقاب.
وقد أحيى الإفتاء بعد إصدار كتاب «الإساءة في الإفتاء: تاريخ في المنطق الأخلاقي» (1988) من تأليف ألبِرت جونسُن وستيفِن تولمِن، ناقش الكُتاب في هذا الكِتاب بأن الإشكالية هي الإساءة في الإفتاء وليس الاحتيال بعينه (ويعد هذا مثالا على الإفتاء)، وهو منطق قوي جدًا إذا استخدم استخدمًا مناسبًا، فقد قدم جونسُن وتولمِن الاحتيال بإذابة المبادئ المتناقضة للأخلاقية المطلقة والنسبية الأخلاقية العلمانية الشائعة: «يعد المنطق المؤسِسللاحتيال الشرعي القديم منطق بلاغي»، وكذلك تعرَف الفلسفات الأخلاقية النفعية (تحديدًا الأفضلية النفعية) والبراغماتية تعريفًا شائعًا كتوظيف كبير للمنطق المحتال.

## بدايات العصر الحديث
انتشرت طريقة الإفتاء بين المفكرين الكاثوليكيين في بدايات العصر الحديث، وكان تفكيرًا شائعًا لم يقتصر على اليسوعيين فحسب، ومن المؤلفين المشهورين الذين اتبعوا الإفتاء: أنتونيو إيسكُبار مِندوزا في كتاب "Summula casuum conscientiae " الذي حظى بنجاح باهر، وتومَس سانشِز، وفينسِنزو (يسوعي ومصلح في كنيسة القديس بطرس)، وأنتونيو ديانا، وبول لايمان (Theologia Moralis, 1625)، جون أزُر (Institutiones Morales, 1600)، وستيفن بوني، ولويس سيلوت، وفاليريوس رينولد، هيرمان بوسنباوم، وغيرهم. وإحدى أهم الأطروحات التي اعتقد المتبعون للاحتيال الشرعي بضرورتها هي تبني الأخلاق الصارمة لآباء الكنيسة النصرانيين في الأخلاق الحديثة مما أدى في بعض الحالات المتطرفة إلى تبرير ما أقره إنُسِنت الحادي عشر وسمي بعدها بـ «التلاشي الأخلاقي» (مبررات للربا، والقتل، وقتل الملك، والكذب بـ «التحفظ العقلي»، والزنا، وفقد العذرية قبل الزواج، إلخ) ومثل هذه الحالات التي سجلها باسكال في «الرسائل الإقليمية».
اعترض خلاف «العقيدة الاحتمالية» تقدم الإفتاء في منتصف القرن السابع عشر، الذي نص على أنه بإمكان الشخص أن يختار اتباع «رأي احتمالي» يدعمه عالم لاهوت أو شخص آخر، حتى وإن ناقض رأي احتمالي أو اقتباس من أحد آباء الكنيسة، وقسَم علماء اللاهوت الكاثوليكيين هذا الخلاف إلى فريقين: الصارمين والمتلاشين.
نقد علماء اللاهوت القدماء بعض أنواع الاحتيالالشرعي لأنه استخدِم للحكم على الانتهاكات التي بحثوا في إصلاحها، وقد هاجمه الفيلسوف الكاثوليكي والينسيني باسكال هجومًا قويًا، في رسائله الإقليمية أثناء «خلاف الوصفات» ضد اليسوعيين، الذي استخدم فيه البلاغة للحكم على الانحلال الأخلاقي -كما عرفه العامة مع المدبرين للمكائد- ومن هنا أصبح الاستخدام اليومي لهذا المصطلح يعني منطقًا معقدًا وسفسطائيا للحكم على الانحلال الأخلاقي، وفي منتصف القرن الثامن عشر، أصبح «الإفتاء» مرادفًا للمنطق الأخلاقي المزيف، إلا أن البوريتانيين «التطهريين» عرِفوا بتطويرهم الخاص الإفتاء.
في عام 1679، حكم بوب إنُسِنت الحادي عشر بالإعدام على خمسة وستين من الافتراضات المتشددة (stricti mentalis) المقتبسة رئيسيا من كتبات إسكُبار وسواريز والعديد من المتبعين لهذا المنطق، ومنع أي شخص من لمسهم تحت عقاب العزل من الكنيسة، وسمحت الكاثوليكية والبروتستانية باستخدام الكلمات الغامضة والمبهمة في ظروف معينة على الرغم من الإدانة البابوية.

## العصور الحديثة
بحث جي. إي. مور في الإفتاء في الفصل 1.4 من كتابه (stricti mentalis) وقال أن «عيوب الإفتاء لسيت عيوبًا للمبدأ نفسه، ولا اعتراض على هدفه وموضوعه، وقد فشل فقط لصعوبته البالغة، وهو موضوع يعامل معاملة كافية في حالتنا الراهنة من المعرفة»، وأضاف أيضًا أن «الإفتاء هو هدف التحقيقات الأخلاقية، ولا يمكن تجريبه بأمان في بداية دراساتنا بل في نهايتها».
أحيت الأخلاق التطبيقية منذ الستينات أفكار الإفتاء من خلال تطبيق المنطق الأخلاقي على حالات محددة من القانون وأخلاقيات علم الأحياء وأخلاقيات الأعمال مما حسن من سمعة الإفتاء قليلًا. ونقد اليسوعي بوب فرانسِز «ممارسة وضع القوانين العامة في أسس الحالات الاحتمالية» كاحتيال شرعي.